# El español de la historia
El español de la historia fue un programa de televisión emitido el día 22 de mayo de 2007 en Antena 3 basado en las idea original los programas de la serie 100 Greatest Britons emitida por la BBC en 2002. 
En este espacio se determinaba quien era el español más importante de la historia, mujer u hombre, en función de los resultados obtenidos en una encuesta de opinión sobre 3.000 entrevistas realizada para tal fin por una empresa privada.
El programa fue emitido en directo y en una sola sesión por Matías Prats y Susanna Griso. El ganador fue el rey de España, Juan Carlos de Borbón y Borbón-Dos Sicilias, padre del actual rey Felipe VI.
El programa ha sido criticado e ignorado desde amplios sectores,[¿quién?] ya que se cree que se condujo a los entrevistados a nominar a queridos y carismáticos personajes públicos actuales, dejando fuera a los conquistadores de América: Hernan Cortés y Francisco Pizarro, así como los grandes exploradores: Cabeza de Vaca y Malaspina entre otros o el embajador Ruy Gonzalez de Clavijo, el corsario Amaro Pargo, San Francisco Javier (evangelizador de Japón) o los papas Alejandro VI y Calixto III, los emperadores romanos Adriano y Trajano, Maimónides, Séneca, etc.[cita requerida]

## Clasificación de los 50 primeros según el programa
1. Juan Carlos I, rey de España

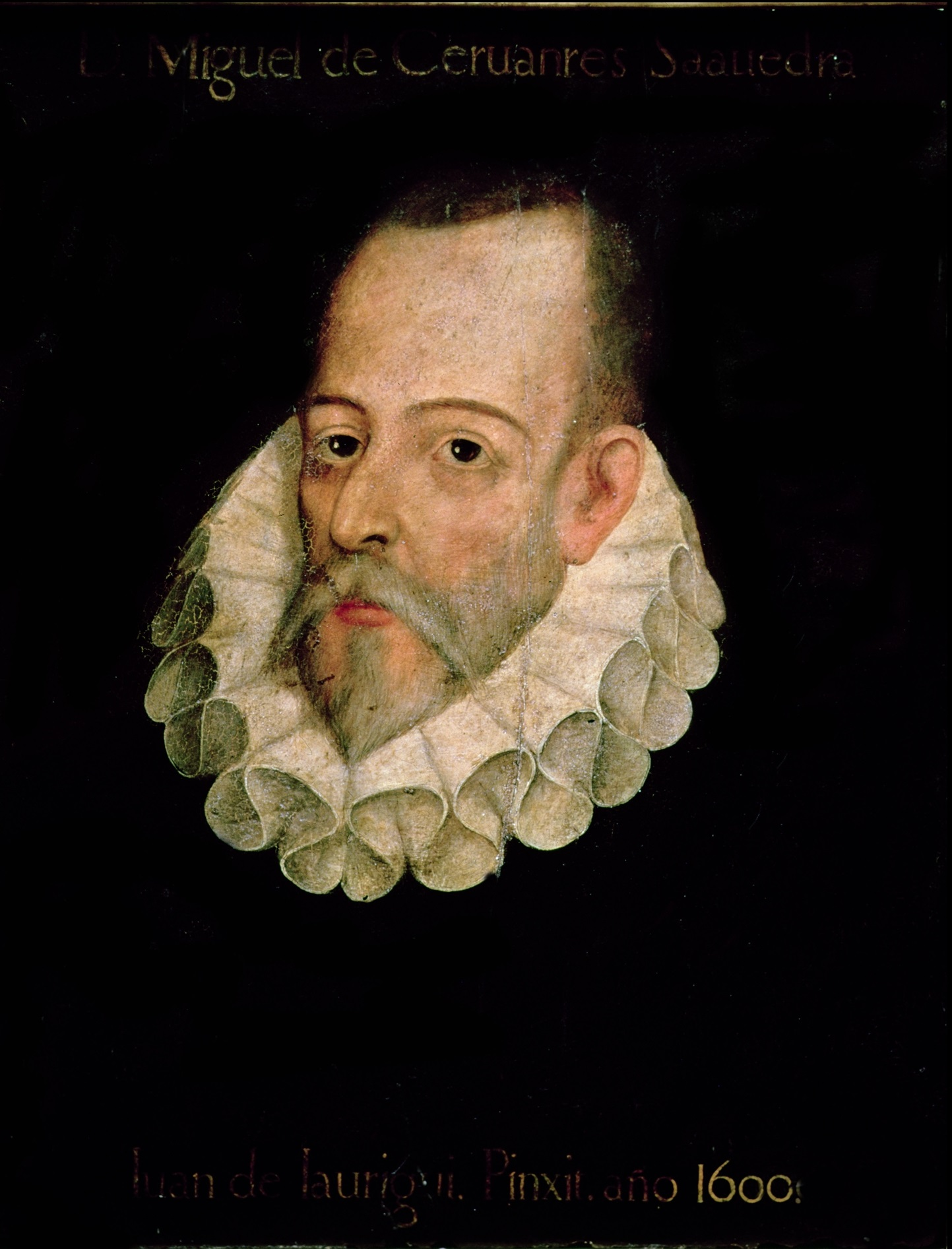
N.º 2 Miguel de Cervantes.

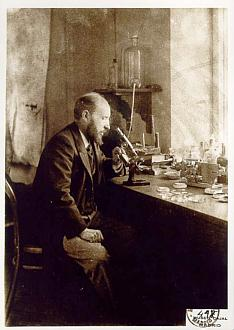
N.º 6 Santiago Ramón y Cajal.

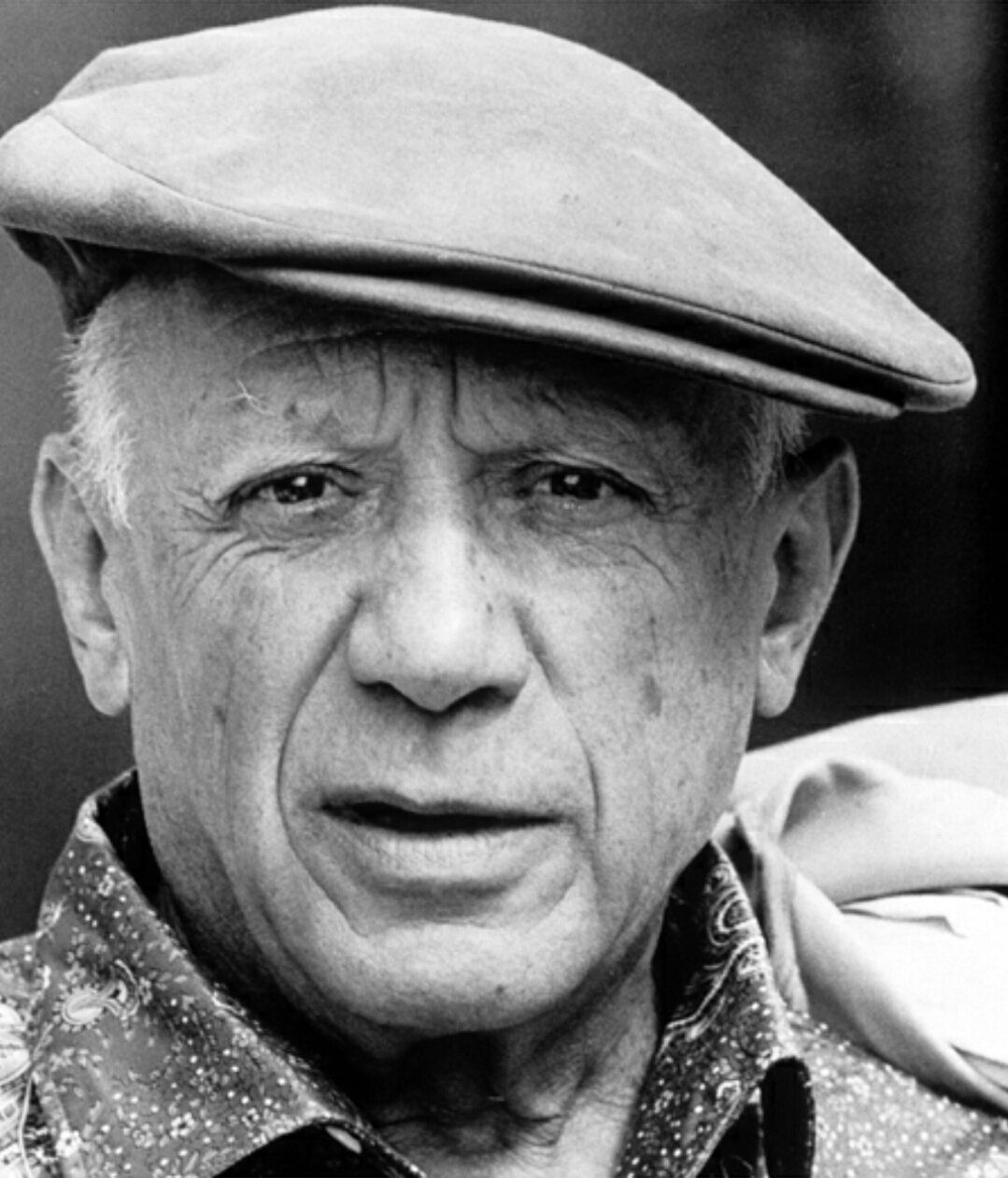
N.º 8 Pablo Picasso.

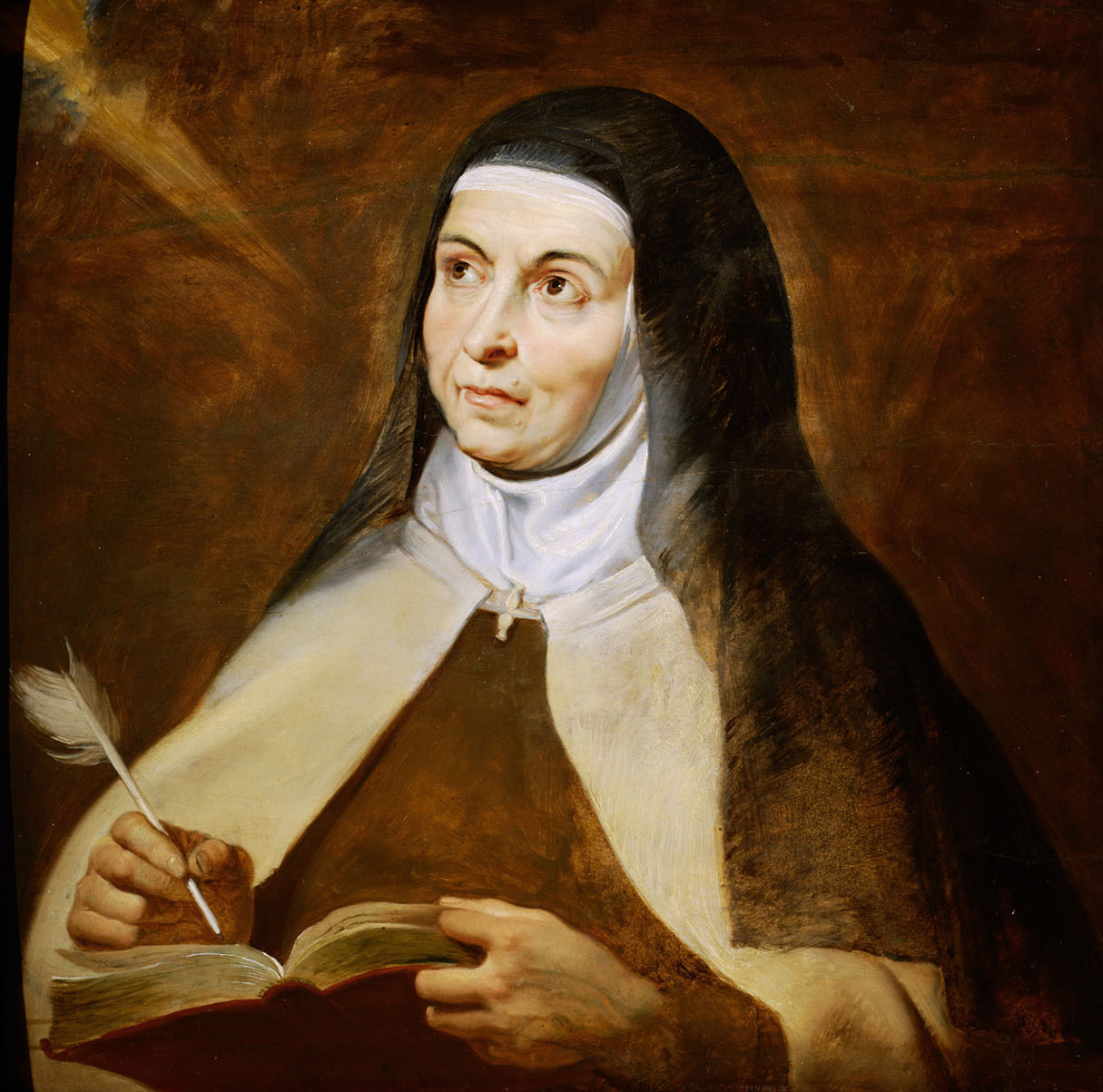
N.º 9 Teresa de Ávila, Doctora de la Iglesia.

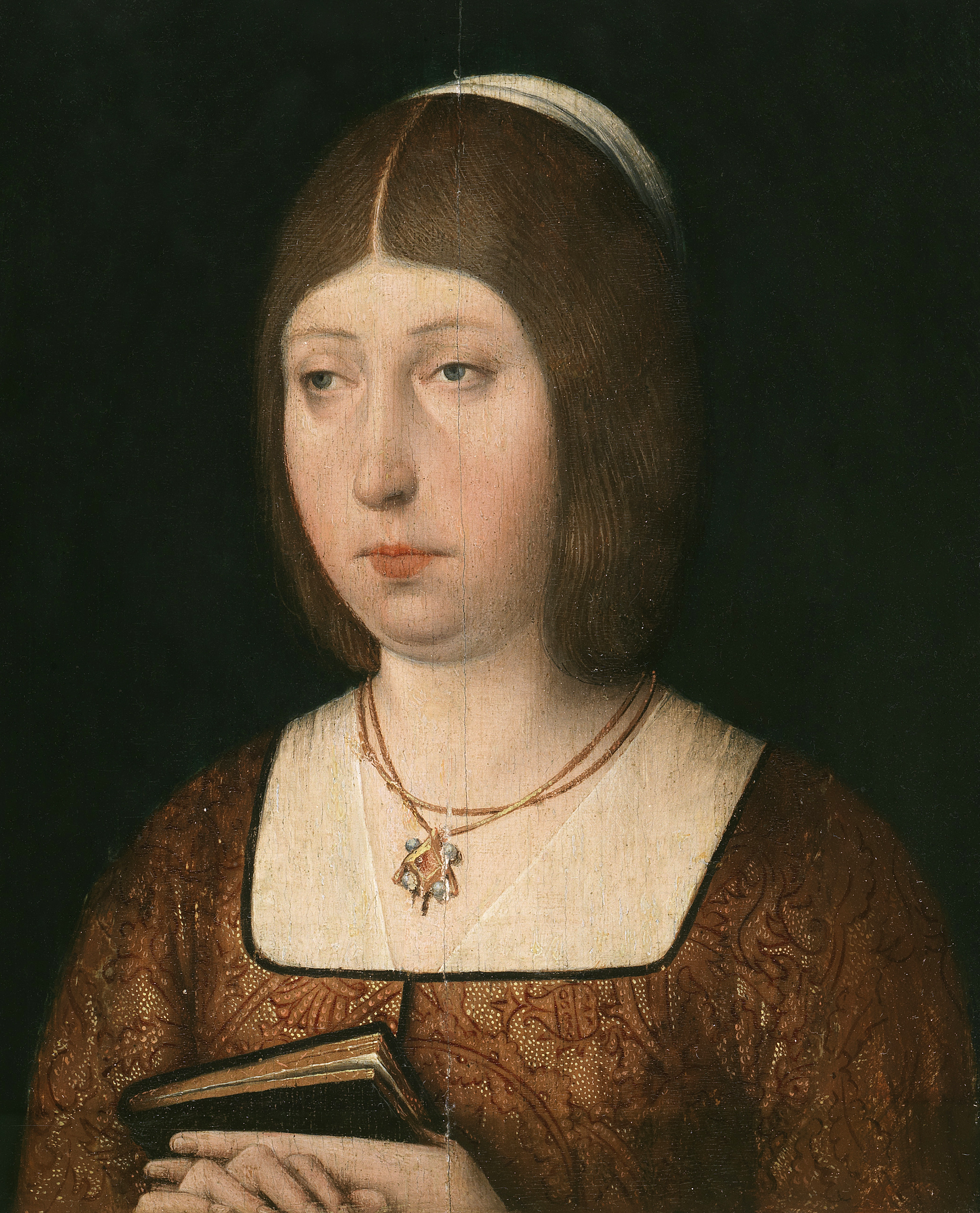
N.º 11 Isabel la Católica.

2. Miguel de Cervantes, escritor del Siglo de Oro
3. Cristóbal Colón, primer europeo en llegar a América
4. Sofía de Grecia, reina consorte de España
5. Adolfo Suárez, expresidente del Gobierno
6. Santiago Ramón y Cajal, científico y premio Nobel
7. Príncipe Felipe de Borbón, actual rey Felipe VI de España
8. Pablo Ruiz Picasso, pintor y escultor
9. Santa Teresa de Jesús, religiosa y mística, fundadora de las Carmelitas descalzas
10. Felipe González, expresidente del Gobierno
11. Isabel I de Trastámara, la Católica, reina de Castilla
12. Severo Ochoa, científico y premio Nobel
13. Federico García Lorca, escritor
14. José Luis Rodríguez Zapatero, expresidente del Gobierno
15. Letizia Ortiz, reina consorte de España
16. Salvador Dalí, pintor y escultor
17. Antonio Gaudí, arquitecto
18. Rodrigo Díaz de Vivar, El Cid, guerrero
19. Alfonso X El Sabio, rey de Castilla
20. Fernando Alonso, corredor de Fórmula 1
21. Francisco de Goya, pintor y grabador
22. Francisco Franco,  militar y dictador
23. Antonio Machado, poeta
24. Miguel Induráin, ciclista
25. Miguel Servet, científico y teólogo
26. Lola Flores, cantante folclórica
27. Felipe II, rey de España
28. Carlos I, rey de España y emperador del Sacro Imperio
29. Rocío Jurado, tonadillera
30. Gregorio Marañón, médico, científico, historiador y escritor
31. Diego de Silva Velázquez, pintor
32. Isabel Pantoja, tonadillera
33. Ortega y Gasset, filósofo
34. Miguel de Unamuno, escritor y filósofo
35. José María Aznar, expresidente del Gobierno
36. Vicente Ferrer, misionero
37. Camilo José Cela, escritor y premio Nobel
38. Pedro Duque, astronauta
39. Dani Pedrosa, corredor de motos
40. Pau Gasol, jugador de baloncesto
41. David Bisbal, cantante
42. Rafael Nadal, tenista
43. José Monje, Camarón de la Isla, cantaor
44. Don Pelayo, primer rey de Asturias
45. Juan Ramón Jiménez, poeta y premio Nobel
46. Santiago Carrillo, político
47. Antonio Banderas, actor
48. San Ignacio de Loyola, religioso y fundador de los jesuitas
49. Pedro Almodóvar, director y guionista de cine
50. Juan Sebastián Elcano, navegante y explorador

## Otras ediciones
Además del original de la BBC se realizaron los siguientes spin-offs:
- Alemania tuvo su versión en ZDF llamándola Unsere Besten (Lo mejor que tenemos).
- En Canadá, la CBC hizo The Greatest Canadian (El Canadiense Más Grande) en el año 2004.
- En EE. UU., el Discovery Channel (junto con AOL) hizo The Greatest American en mayo de 2005.
- La South African Broadcasting Corporation realizó Great South Africans.
- En Finlandia, YLE hizo Suuret Suomalaiset (Grandes finlandeses).
- En Francia, Le Plus Grand Français (El francés más grande) se hizo en France 2.
- En Bélgica: De Grootste Belg y Le plus grand belge.
- 100 Welsh Heroes fue el resultado de una selección realizada en 2003–2004.
- La versión búlgara, Los grandes búlgaros (Великите българи), finalizó en febrero de 2007.
- En Rumania, el programa llamado Mari Români (Grandes rumanos) comenzó en mayo de 2006; el 8 de julio, Televiziunea Română (TVR) presentó los 100 más grandes rumanos, y el 21 de octubre presentó al más grande rumano de todos los tiempos.
- En Portugal, RTP eligió al dictador António de Oliveira Salazar como el portugués más grande.
- En Argentina, El gen argentino.
- En Chile, Grandes chilenos, que eligió al expresidente Salvador Allende como el «Gran Chileno».